# 元朗政府合署暨大橋街市

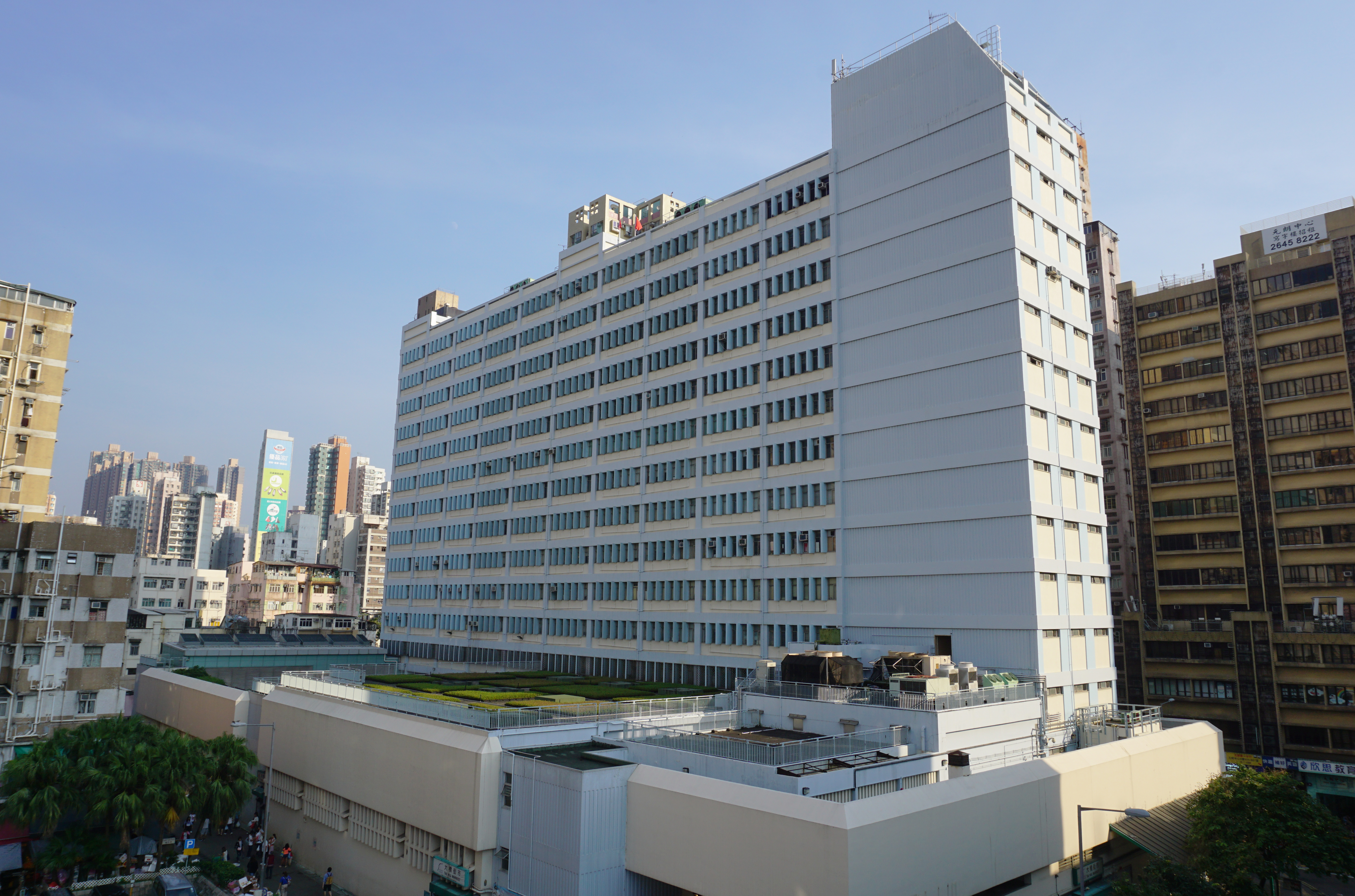
元朗政府合署

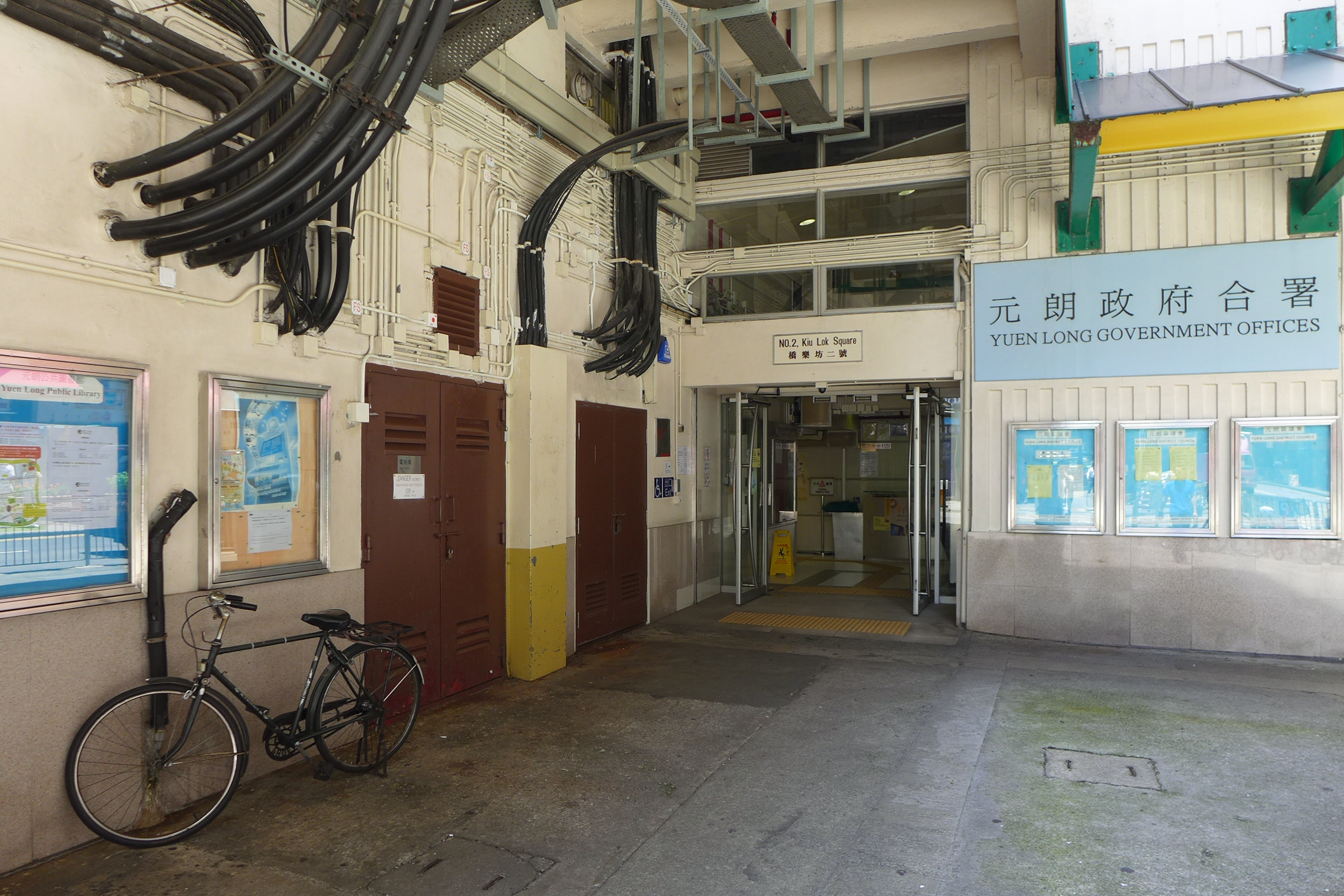
正門入口

元朗政府合署（英語：Yuen Long Government Offices）是香港政府的辦公大樓，位於香港新界元朗橋樂坊2號，1983年落成；主要樓層有入境事務處 - 元朗辦事處（1樓）、社會福利署、地政總署、漁農自然護理署農業發展科（5樓）等部門的辦事處。元朗公共圖書館曾設於本政府合署的1樓，於2017年6月19日遷出。

## 大橋街市
大樓地面部分為菜市場大橋街市（英語：Tai Kiu Market）（「大橋」之名來自附近大橋村），現時由食環署管理。

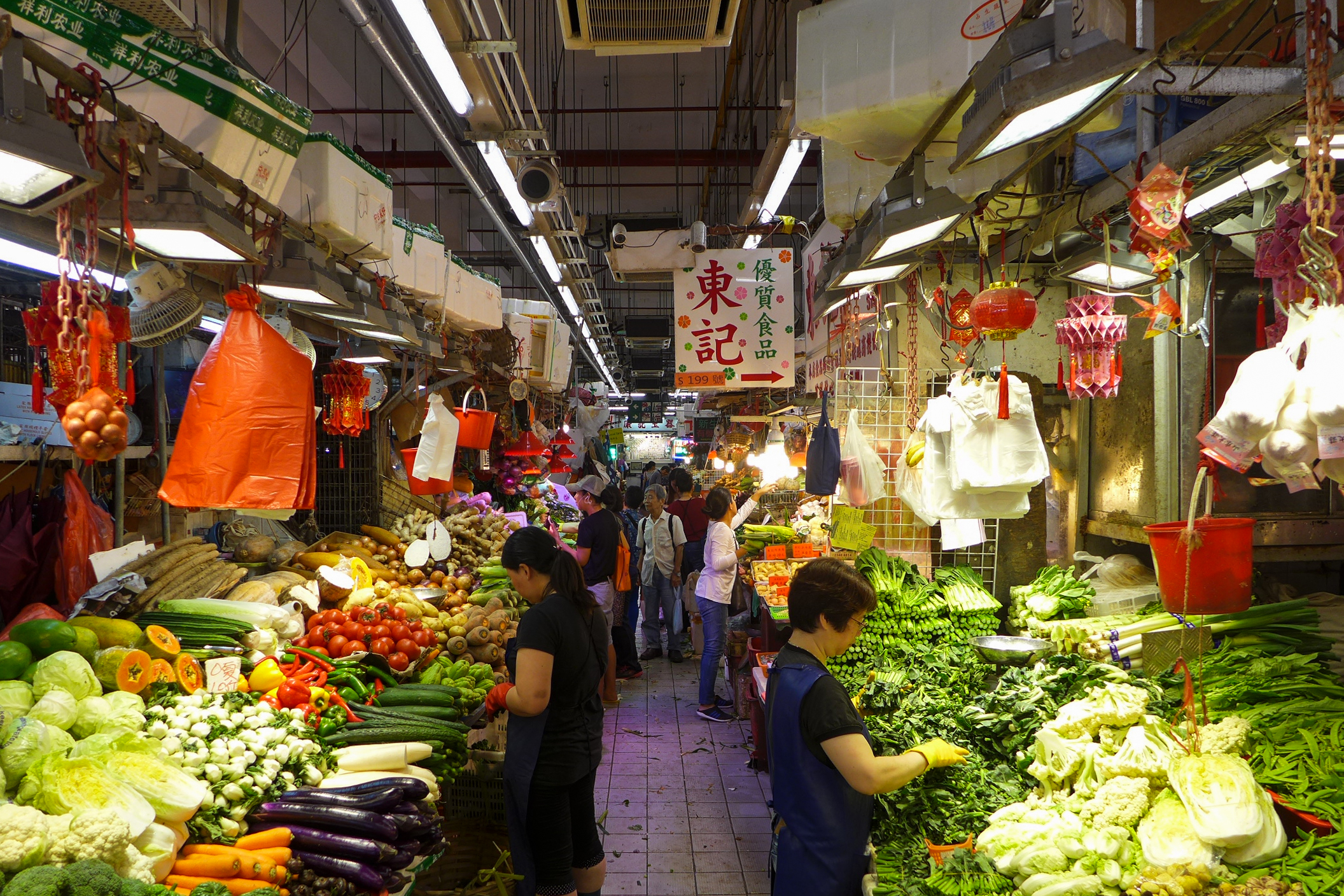
大橋街市
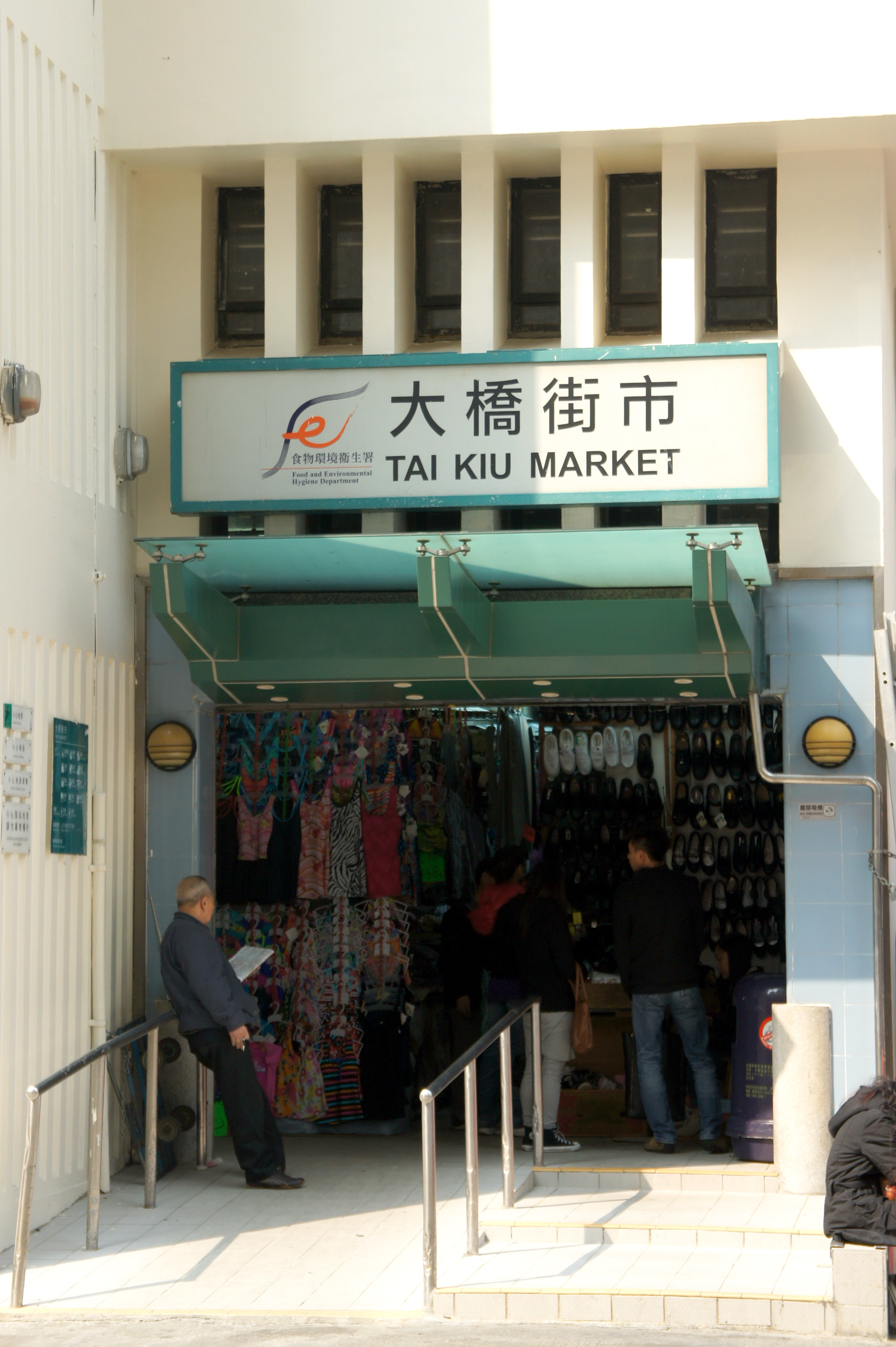
大橋街市入口，前方為壽富街

## 外部連結
- 食環署：大橋街市 （页面存档备份，存于）

22°26′43″N 114°01′38″E / 22.4452°N 114.0272°E